# Cytinus sanguineus
Cytinus sanguineus là một loài thực vật có hoa trong họ Cytinaceae. Loài này được (Thunb.) Fourc. mô tả khoa học đầu tiên năm 1932.